# (17184) Carlrogers
(17184) Carlrogers (1999 VL22) – planetoida z pasa głównego asteroid okrążająca Słońce w ciągu 5,36 lat w średniej odległości 3,06 j.a. Odkryta 13 listopada 1999 roku.